# Válka v Jižní Osetii (2008)
Válka v Jižní Osetii (známá též jako rusko-gruzínská válka) byl válečný konflikt mezi Gruzií na jedné straně a Ruskem, Jižní Osetií a Abcházií na straně druhé.
Začal 1. srpna těžkým ostřelováním gruzínských vesnic ze strany osetijských separatistů.
V noci z 7. na 8. srpna 2008 se rozhořely těžké boje mezi gruzínskými armádními silami a jihoosetskými jednotkami, které se snaží o odtržení (secesi) gruzínské autonomní republiky Jižní Osetie. Rusko obvinilo Gruzii z „agrese proti Jižní Osetii“ a zahájilo rozsáhlou pozemní, leteckou a námořní invazi do Gruzie s deklarovaným cílem „operace vynucení míru“.
Jižní Osetie a Abcházie v roce 1991 vyhlásila jednostranně nezávislost, která nebyla Gruzií ani jiným státem až do skončení této války uznána. Přesto byla obě území pod faktickou kontrolou Ruské federace.

## Pozadí
Podrobnější informace naleznete v článku Gruzínsko-osetský konflikt
Na základě dohody z roku 1992 byly v Jižní Osetii umístěny ruské, gruzínské a jiho- i severoosetské mírové jednotky. Válka skončila a situace se uklidnila, ale problém byl pouze odložen. Osetinci v převážné většině nestáli o reintegraci Jižní Osetie do Gruzie, v letech 1992 a 2006 uspořádali referendum, kde se vyslovili pro nezávislost. Gruzie se naopak snažila nad odtrženými oblastmi obnovit kontrolu. Když se v Gruzii dostal k moci Saakašvili, obnovil v roce 2004 po mimořádných volbách kontrolu nad Adžárií. Z původních tří separatistických oblastí si tak faktickou nezávislost udržely jen Abcházie a Jižní Osetie. Rusko sledovalo gruzínské snahy o obnovení územní svrchovanosti se znepokojením. [zdroj?] Gruzii tradičně považuje za blízké zahraničí, navíc jí prochází ropovod z Ázerbájdžánu. Po ukončení války v Čečensku za vlády Vladimira Putina Rusko posílilo. Saakašvili orientoval Gruzii výrazně prozápadně, snažil se směřovat zemi do EU a zejména do NATO. NATO v roce 2008 na summitu v Bukurešti odmítlo pozvat Gruzii (stejně jako Ukrajinu) do aliance, s tím že případnou pozvánku v budoucnu nijak nevylučuje. Západ včetně České republiky jí dodával zbraně, Rusko naopak ekonomicky, politicky i vojensky[zdroj?] podporovalo odtržené regiony, většina jejich obyvatel vlastnila ruské pasy. Záminku pro větší angažování v regionu dalo Rusku uznání nezávislosti Kosova, kde většina zemí NATO a EU uznala nezávislost provincie odtržené proti vůli mateřské země a v rozporu s rezolucí Rady bezpečnosti OSN č. 1244.

### Předválečné boje

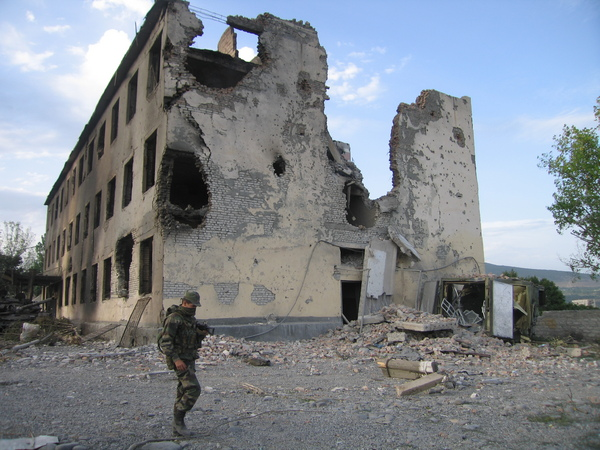
Kasárna ruské mírové jednotky

V pozdních hodinách 1. srpna napadly Osetijské jednotky gruzínské civilní vesnice. Tím došlo ze strany Rusy podporovaných separatistů k porušení příměří z roku 1992.
Následně propukly intenzívní boje mezi gruzínskou armádou a jihoosetskými bojovníky, mající za následek několik mrtvých a raněných. Obě bojující strany se vzájemně obvinily ze zahájení střelby. V důsledku bojů několik stovek až tisíc Osetinců opustilo své domovy a uprchlo na území Ruska, které jim poskytlo azyl. 
Dne 4. srpna ruská 58. armáda zaujala pozice na hranicích s Gruzií (respektive Jižní Osetií). Během následujících dní pokračovaly sporadické přestřelky a gruzínská armáda soustavně zvyšovala počet vojáků a vojenské techniky v oblasti. 
Dne 7. srpna gruzínský prezident Michail Saakašvili vyhlásil jednostranné zastavení palby, vyslovil ochotu vyjednávat o autonomii Jižní Osetie a navrhl, aby Rusko garantovalo řešení, které by přineslo mír oblasti.

## Začátek války
V noci na 8. srpna (den zahájení letních olympijských her v čínském Pekingu) již byla ruská armáda podle gruzínských zpravodajských složek a některých ruských médií na tažení do Gruzie. To oznámila i Abchazská státní televize.
Gruzínské úřady neoznámily vstup ruských vojsk do země v tu dobu, protože doufaly že západní země ještě mohou situaci deeskalovat.
Gruzínské dělostřelectvo zahájilo bombardování osetských vesnic a gruzínská armáda začala s vojenskou operaci s cílem dobýt hlavní město Jižní Osetie Cchinvali. To se jim 8. srpna v noci a dopoledne téměř povedlo. Do rána jihoosetinské orgány oznámily, že gruzínské ostřelování zabilo nejméně 15 civilistů.
Při útoku gruzínská armáda použila raketomety BM-21 Grad a děla velké ráže, kterými ostřelovala centrum města. Během útoku ale došlo i k napadení základny ruských mírových sil, což si vyžádalo i mrtvé a raněné. První dny si konflikt vyžádal 15 mrtvých vojáků z ruských mírových sil v Jižní Osetii a několika set civilistů, Sergej Lavrov mluvil o 1500 mrtvých.

Mapa oblasti hlavního konfliktu v Jižní Osetii, 8. srpna 2008, modré šipky označují gruzínský útok, červené ruský

Rusko na to odpovědělo několika nálety na gruzínské vojenské cíle, přičemž podle gruzínských zdrojů byly zasaženy i sousední civilní objekty.
Odpoledne 8. srpna Rusko poslalo své dělostřelecké a tankové pozemní síly Rokským tunelem přes hlavní kavkazský hřeben do Cchinvali. Podle ruského prezidenta Dmitrije Medveděva mělo Rusko v úmyslu chránit obyvatele Jižní Osetie (přes 90 %), kteří mají ruské občanství a kteří o pomoc požádali. Do druhého dne, tj. 9. srpna, jejich počet podle ruských zdrojů vzrostl na 2000. I Gruzie zaznamenala civilní oběti. Zpravodaj AP, který navštívil město Gori krátce po ruském bombardování, viděl několik rozbořených obytných domů (některé ještě hořely), množství mrtvých a zakrvácených civilistů včetně starců, žen i děti.
Gruzínská vláda v pátek 8. srpna oznámila, že stáhne svůj vojenský kontingent z Iráku a chce ho nasadit do případných bojů s Ruskem. Podle prezidenta Jižní Osetie Eduarda Kokojty dorazilo na pomoc proti Gruzíncům asi 300 dobrovolníků ze Severní Osetie a tisíce dalších se očekávalo ze severního Kavkazu. Gruzínský olympijský výbor zvažoval stažení svých 35 sportovců z olympijských her v Pekingu, avšak 10. srpna Gruzínci i Rusové oznámili, že na LOH zůstanou.
Gruzínský prezident Michail Saakašvili přirovnal invazi ruských vojenských sil do Jižní Osetie k sovětské invazi do Československa v roce 1968. V reakci na invazi z oblasti gruzínsko-ruské hranice uprchla většina židovského obyvatelstva do hlavního města Tbilisi. Naopak prezident Abcházie Sergej Bagapš označil útok Gruzie za genocidu malého osetinského národa. Ruský prezident Dmitrij Medveděv označil bombardování města Cchinvali za genocidu civilního obyvatelstva.

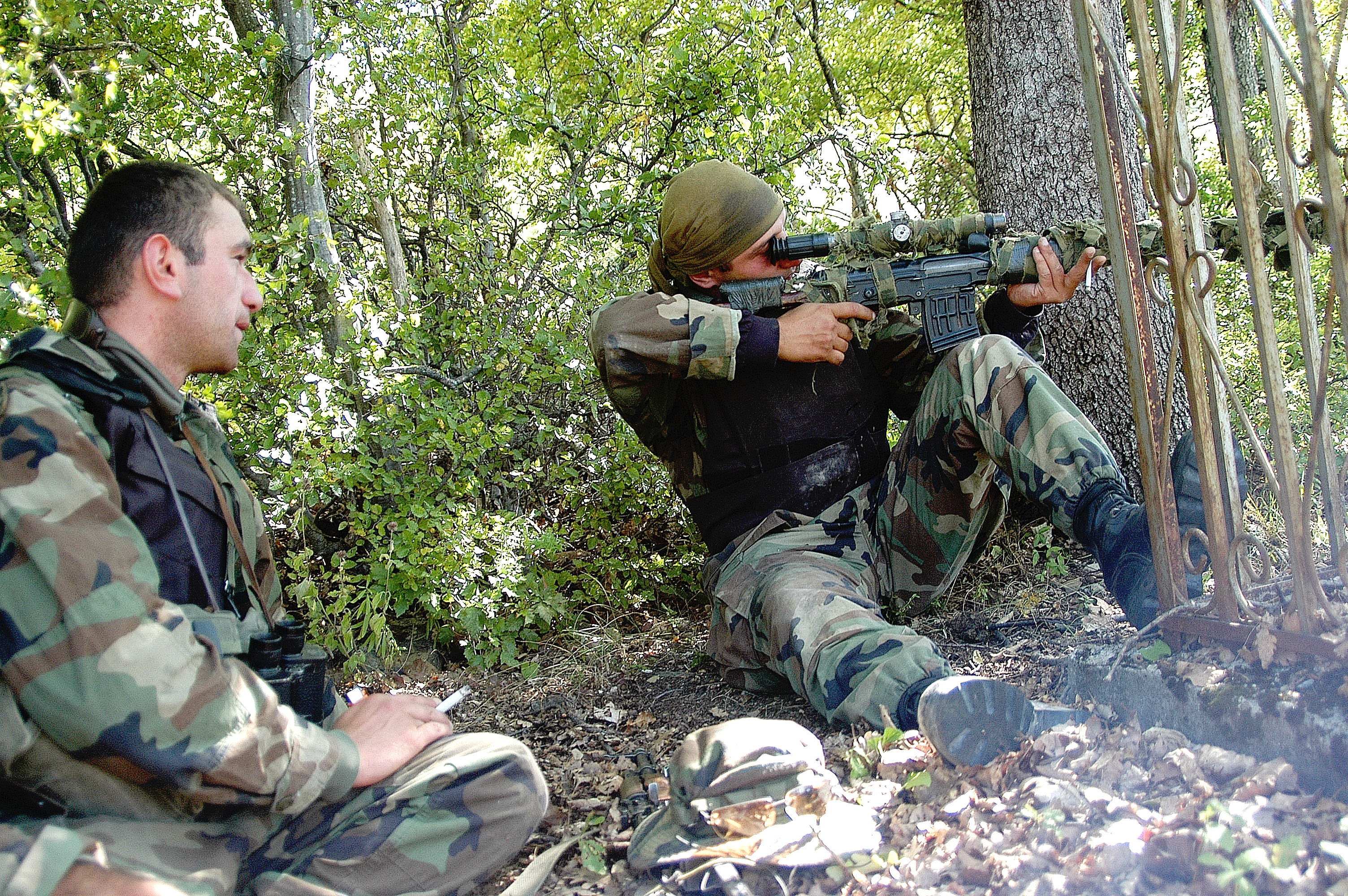
Gruzínský sniper v Jižní Osetii

V neděli odpoledne pokračovala ruská vojenská letadla v bombardování území Gruzie. Podle BBC očití svědci potvrdili bombardování
mezinárodního civilního letiště v Tbilisi několik hodin před tím, než na něm měla přistát mírová mise EU v jejímž čele byl francouzský ministr zahraničí Bernard Kouchner a jeho finský kolega Alexander Stubb.
Americké deníky The New York Times a International Herald Tribune přinesly, s odvoláním na vysoce postavený zdroj v americké administrativě informaci, že ruská armáda rozmisťuje v Jižní Osetii útočné balistické střely krátkého doletu SS-21. Střely jsou rozmisťovány severně od města Cchinvali. Rakety jsou podle informací s to zasáhnout jakékoliv místo v Gruzii, včetně Tbilisi. Prezident Jižní Osetie Eduard Kokojty dále prohlásil, že má v plánu požádat Rusko o vybudování stálé vojenské základny v Jižní Osetii. Poté vyhlásil výjimečný stav a rozpustil vládu. Kokojty dále prohlásil, že Jižní Osetie neumožní na své území vstup pozorovatelům z Organizace pro bezpečnost a spolupráci v Evropě (OBSE).
Z analýzy satelitních záběrů, kterou na požádání organizace Amnesty International (AI) provedlo Americké sdružení pro rozvoj vědy byly stovky domů v gruzínských obcích v Jižní Osetii vypáleny v srpnu 2008 až po skončení rusko-gruzínského ozbrojeného konfliktu, kdy oblast ovládly ruské jednotky. Ze snímků ale nelze jednoznačně určit, kdo je odpovědný za škody, zda Rusko, Gruzie nebo někdo jiný. Podle AI mohou ale být snímky důkazem o spáchání válečných zločinů.

## Ruská invaze do Gruzie

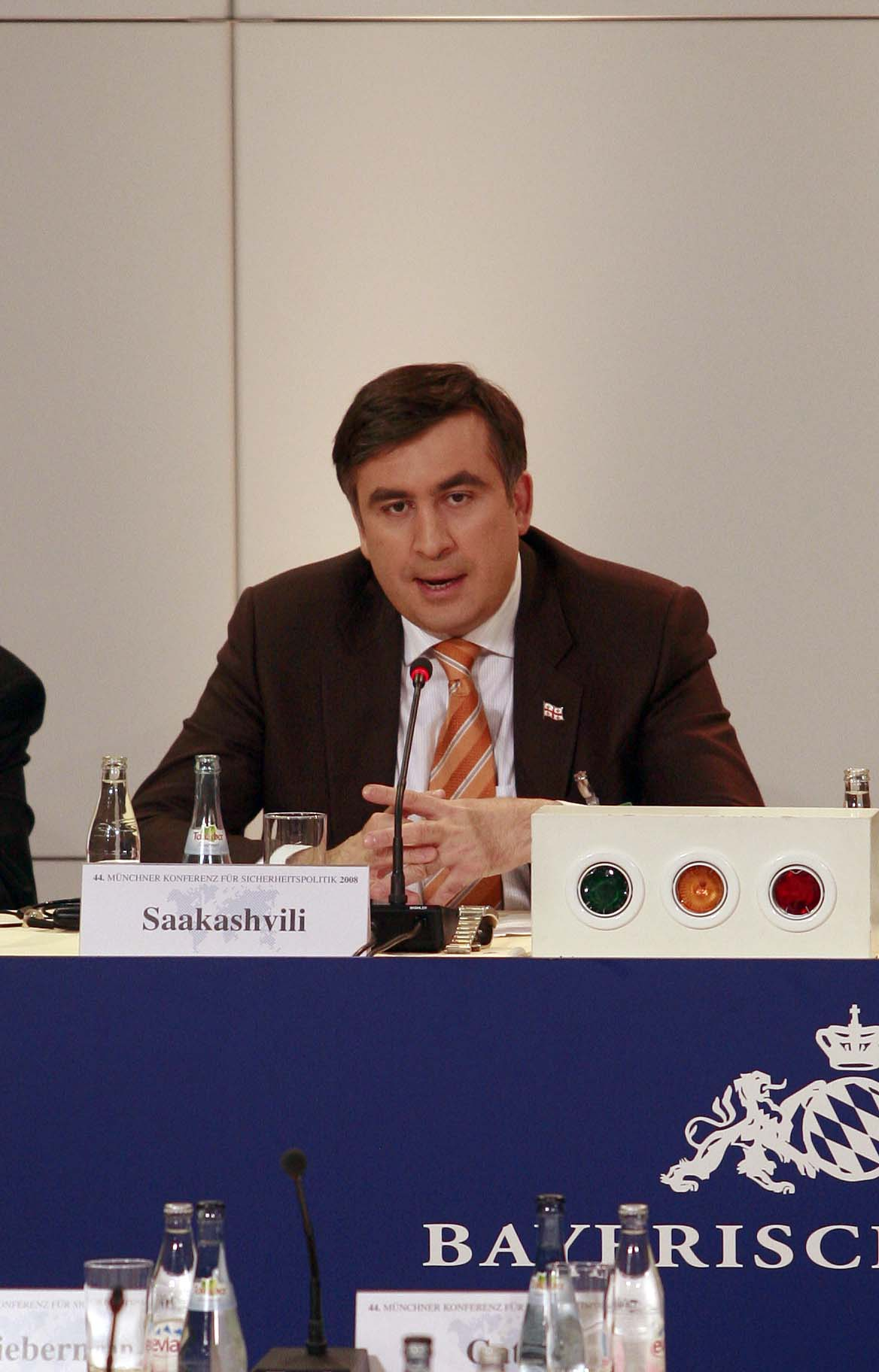
Gruzínský prezident Michail Saakašvili

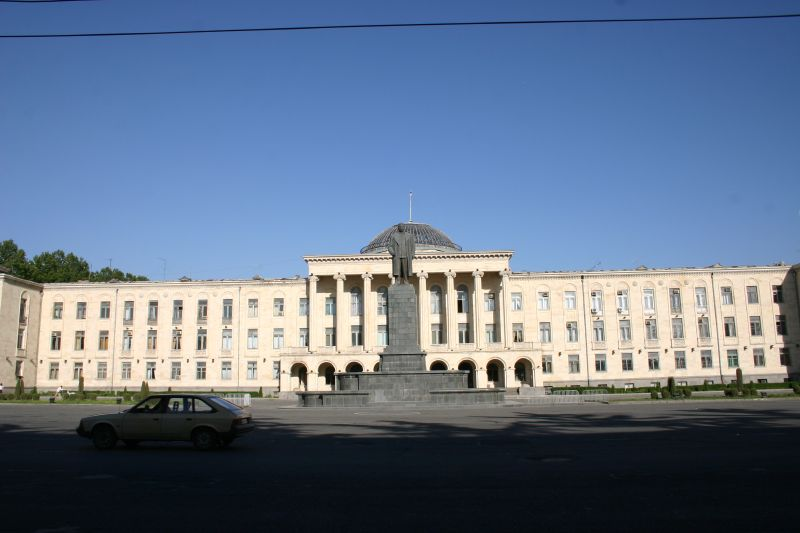
Radnice v Gori, v popředí socha místního rodáka J. V. Stalina

V pondělí 11. srpna ruské úřady potvrdily, že její síly pokračují v přesunu z Abcházie dále na území Gruzie, k městu Senaki. Podle ruského ministerstva obrany proto, aby bylo zabráněno gruzínské armádě v ostřelování konfliktních oblastí a reorganizaci. Gruzínské úřady obvinily Rusy, že obsadili město Gori, které se nachází přibližně 60 km od hlavního města Tbilisi. Ruské ministerstvo obrany sice obvinění odmítlo, ale zpravodaj České televize v živém vstupu v hlavní zpravodajské relaci potvrdil obsazení města ruskými tankovými jednotkami. Gruzínské síly byly odvolány k obraně Tbilisi. Podle některých informací ruské letectvo bombardovalo město Gori.
V pondělí večer agentura Reuters s odvoláním na gruzínského premiéra uvedla, že ruské invazní jednotky vstoupily do černomořského přístavu Poti. Ruské jednotky postupují na gruzínské území také ze separatistické Abcházie a obsadily vojenskou základnu ve městě Senaki. Ruské ministerstvo obrany potvrdilo operaci na území v hloubce 40 km od gruzínsko-abchazské hranice.

### Formální ukončení bojů
12. srpna ruský prezident Dmitrij Medveděv prohlásil, že nařídil ozbrojeným silám ukončit vojenské operace v Gruzii, ale velitelé ruské armády se tímto údajným nařízením ruského prezidenta neřídili.
Podle zpravodaj BBC Gavina Hewitta došlo ve městě Gori k násilnostem a lidé z něj prchající si stěžovali na rabování, jehož se účastnili i separatisté z Jižní Osetie. Obyvatelům bylo údajně vyhrožováno smrtí, pokud rabujícím neodevzdají své cennosti. Přes slib ruského prezidenta o stažení vojsk informuje BBC a televize Al-Jazeera o pohybu obrněných jednotek na jih do vnitrozemí Gruzie.
Podle organizace Human Rights Watch (HRW) byly během ruského bombardování použity kazetové bomby. Hlavní nebezpečí těchto bomb spočívá v tom, že bomby jsou naplněné množstvím malých náloží. Na zákazu použití kazetových bomb se na konferenci v Dublinu v roce 2008 dohodlo více než 100 států, včetně většiny členů NATO. Rusko ale podpis odmítlo, stejně jako Čína a USA.
V pátek 15. srpna ruský vojenský konvoj se vzdušnou podporou bitevních vrtulníků pronikl přes sliby prezidenta Medveděva až na 55 km od hlavního města Tbilisi. Podle agentury Reuters šlo o nejhlubší průnik invazních vojsk do vnitrozemí Gruzie. Akce se časově shodovala s návštěvou ministryně zahraničí USA Condoleezzy Riceové v Tbilisi.
Ruská armáda i přes příměří cíleně ničí gruzínskou infrastrukturu a drancuje zemi. Rusové údajně založili úmyslně požár v Národním parku Bordžomi-Charagauli, načež zamezili hasičům z Turecka a Ukrajiny zásah při plánovaném hašení. Ruská armáda rovněž obsadila nejdůležitější vodní elektrárny na řece Inguri.
Ruský ministr obrany Anatolij Serďukov 22. srpna oznámil, že Rusko dokončilo stahování své invazní armády z Gruzie. Americký Pentagon ale tvrdil, že žádné výrazné známky stažení ruských jednotek nezaznamenal.
Jižní Osetie vyhlásila nezávislost na Gruzii už v roce 1990, což vedlo k první válce v roce 1991–1992. Po této druhé válce dne 26. srpna 2008 byla Jižní Osetie uznaná Ruskem a několika dalšími státy (většinou také neuznanými) za nezávislý stát.

## Související boje v Abcházii

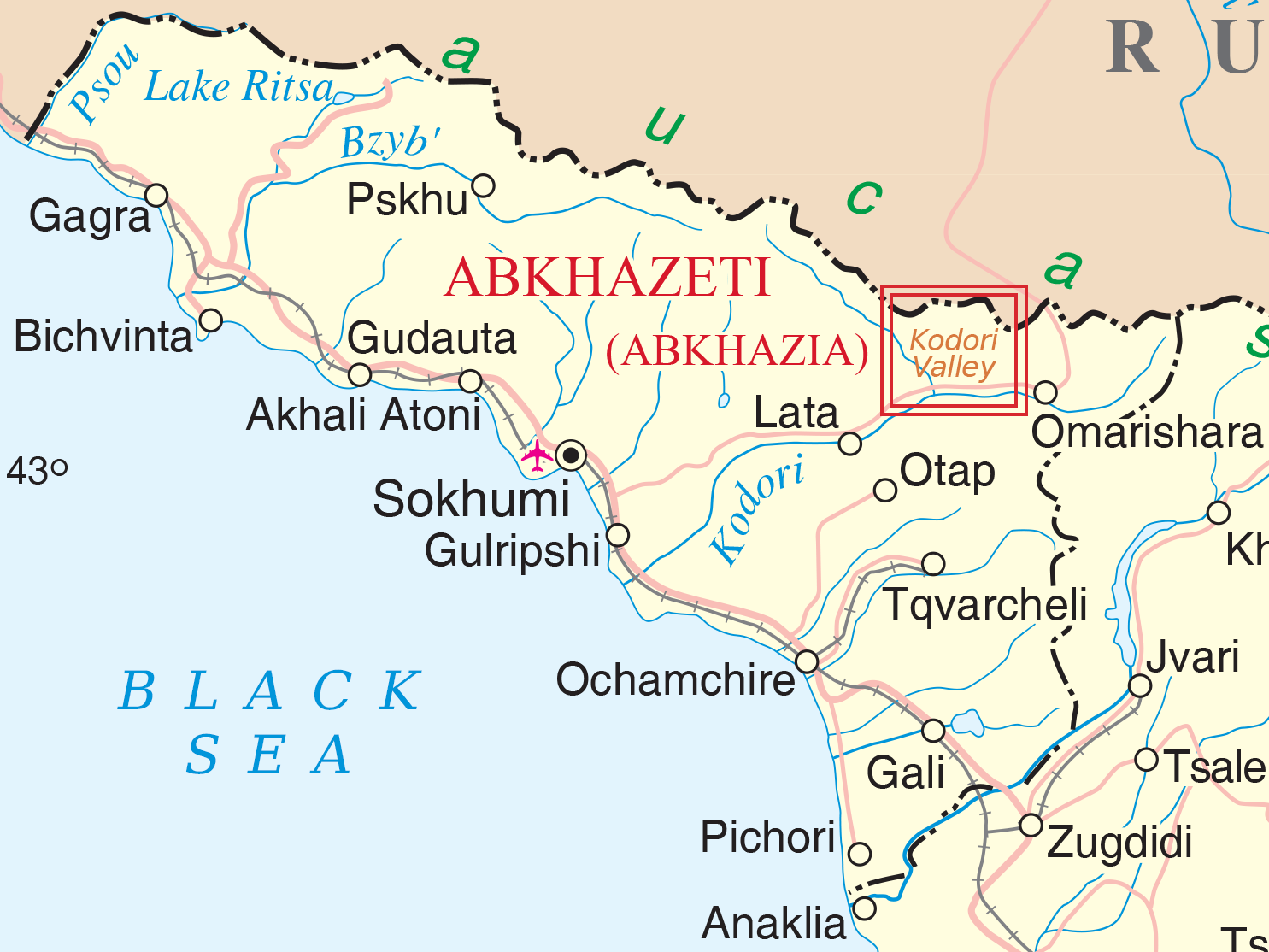
Mapa Abcházie s vyznačenou soutěskou Kodori

Konfliktu v Jižní Osetii využila i další separatistická oblast Abcházie, která zahájila vojenské akce proti Gruzii ve sporné soutěsce Kodori. Otevřeli tak druhou frontu bojů proti gruzínské vládě. Podle gruzínských zdrojů došlo v oblasti Abcházie v přístavu Očamčyra k vylodění ruské černomořské flotily o síle až čtyř tisíc mužů.
Podle gruzínského ministerstva vnitra začalo Rusko 9. srpna útok na Kodorskou soutěsku, kterou v separatistické Abcházii dosud kontrolovala gruzínská armáda. I podle agentury AFP Kodorskou soutěsku bombardovalo ruské letectvo. Abcházie vyhlásila mobilizaci vojenských záloh a abchazský parlament schválil výnos prezidenta o vyhlášení válečného stavu. Prezident Abcházie Sergej Bagapš poslal tisíce bojovníků do Kodorské soutěsky a potvrdil, že požádal Rusko, aby posílilo vojenskou přítomnost na gruzínsko-abchazské hranici. Bagapš také uvedl: ...„koordinujeme naše akce s Ruskem, naším největším přítelem“.

Asistent generálního tajemníka OSN Pan Ki-muna oznámil, že abchazské úřady požádaly o odchod vojenských pozorovatelů OSN (UNOMIG) z údolí Horní Kodori.
Dne 26. srpna 2008 byla Abcházie uznaná Ruskem za nezávislý stát.

## Kyberválka
Válka se projevila také na internetu. Stránky Gruzínské národní banky byly napadeny a nahrazeny přehledem diktátorů 20. století.
Napaden byl také jeden z gruzínských zpravodajských portálů a stránky gruzínského ministerstva obrany. Útoky byly provedeny podobnými technikami jako kyberútoky v Estonsku v roce 2007, v době konfliktu o pomník ruských vojáků v zemi. Kyberútočníci nahradili také stránky gruzínského ministerstva zahraničních věcí koláží fotografií Saakašviliho a Hitlera. Útoky byly však vedeny i na ruské servery, kdy se v Gruzii nebylo možné dostat na doménu .ru.
Podle listu New York Times byly gruzínské weby systematicky napadány od 8. srpna. Úřad polského prezidenta v reakci na kyberútoky nabídl gruzínské vládě pomoc s přístupem na internet.
Podle odborníků na internetovou bezpečnost bylo prý přenesení války do kyberprostoru předvídatelné. Hlavní důvod viděli v tom, že Rusko patří spolu s Čínou a Brazílií k lídrům v internetové kriminalitě.

## Námořní blokáda
Taktická čísla plavidel jsou uvedena v závorce

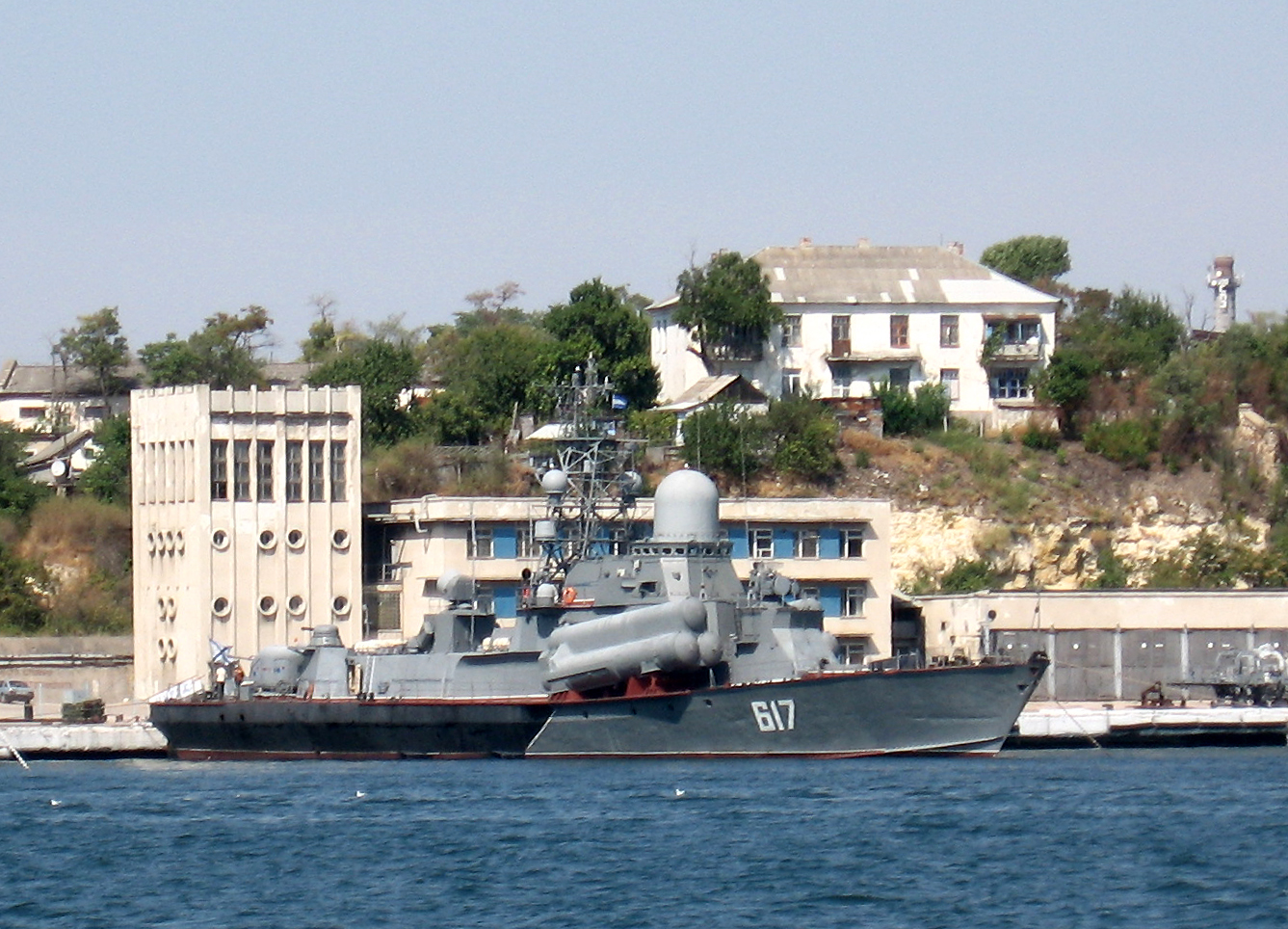
Ruská raketonosná korveta Miraž (Projekt 1234.1) – vítěz ze střetnutí s gruzínskými čluny

Válečné lodě ruské černomořské floty dorazily ráno 10. srpna do gruzínských vod Černého moře a začaly blokovat námořní dodávky do Gruzie. Transportní konvoj s ruskými vojáky pro Abcházii tvořily výsadkové lodě Jamal (156, ex BDK-67), Saratov (150, ex BDK-65) a Cesar Kunikov (158, ex BDK-64) a dopravní loď General Rjabikov. Svaz hlídkující u gruzínských břehů popisují různé zdroje různě:
- Křižníky Moskva (121, ex Slava), Kerč (713) a Očakov (707), torpédoborec Smětlivyj (810), protiponorkové korvety Alexandrovec (059, ex MPK-49) a Muromec (064, ex MPK-134), minolovka Turbinist (912), úderná korveta Miraž (617) a raketové čluny R-239 (953) a Ivanovec (954, ex R-334).[66]
- Křižník Moskva, torpédoborec Smětlivyj, protiponorkové korvety Povorino (053, ex MPK-207), Kasimov (055, ex MPK-199) a Suzdalec (071, ex MPK-118), úderná korveta Miraž, raketonosný člun, minolovky Turbinist a Vice-Admiral Žukov (909) a několik pomocných plavidel.[66]

Do sporu se vložilo také ukrajinské ministerstvo zahraničí, které uvedlo: „Ukrajina si vyhrazuje právo uzavřít svoje území před návratem ruských válečných lodí, které mohou zasáhnout v Gruzii, dokud nebude konflikt vyřešen.“ V ukrajinském přístavu Sevastopol mělo přitom Rusko námořní základnu. Pro operace u gruzínských břehů ale zúčastněné jednotky používaly bližší Novorossijsk.
Abcházie potvrdila, že se v sobotu 9. srpna několik gruzínských válečných lodí pokusilo dostat k pobřeží Abcházie, ale jejich pokus zmařily ruské lodě.
V ranních hodinách 10. srpna vyrazily z Novorossijsku výsadkové lodě Saratov a Cesar Kunikov a dvě plavidla eskorty. Jejich cílem měl být přístav Suchumi v Abcházii a na jejich palubách bylo 500 vojáků ruských „mírových sil“. Proti tomuto konvoji vyplulo z Poti pět gruzínských rychlých člunů. V 18:39 se gruzínské čluny poprvé objevily na radarech ruských plavidel. V nastalém boji si Rusové nárokovali potopení gruzínského člunu Tbilisi (302, ex ukrajinský U150 Konotop, ex sovětský R-15) korvetou Miraž z eskorty konvoje. Ve skutečnosti byl zasaženým (a potopeným) plavidlem pravděpodobně hlídkový člun pobřežní stráže Georgy Toreli (P-21, ex PSKR-629). Po této ztrátě se gruzínské čluny stáhly.
Ukrajina trvala na tom, aby ruské válečné loďstvo opustilo její vody, ale ruská generalita označila tento požadavek za irelevantní.
Část jednotek gruzínského námořnictva se měla stáhnout do jižněji ležícího Batumi. 12. srpna pak byla v Poti potopena další gruzínská plavidla příslušníky Specnaz, včetně raketonosných člunů Tbilisi a Dioskuria (303, ex řecký Ypoploiarchos Batsis (P-17), ex Kalypso (P-54)).

## Mezinárodní reakce

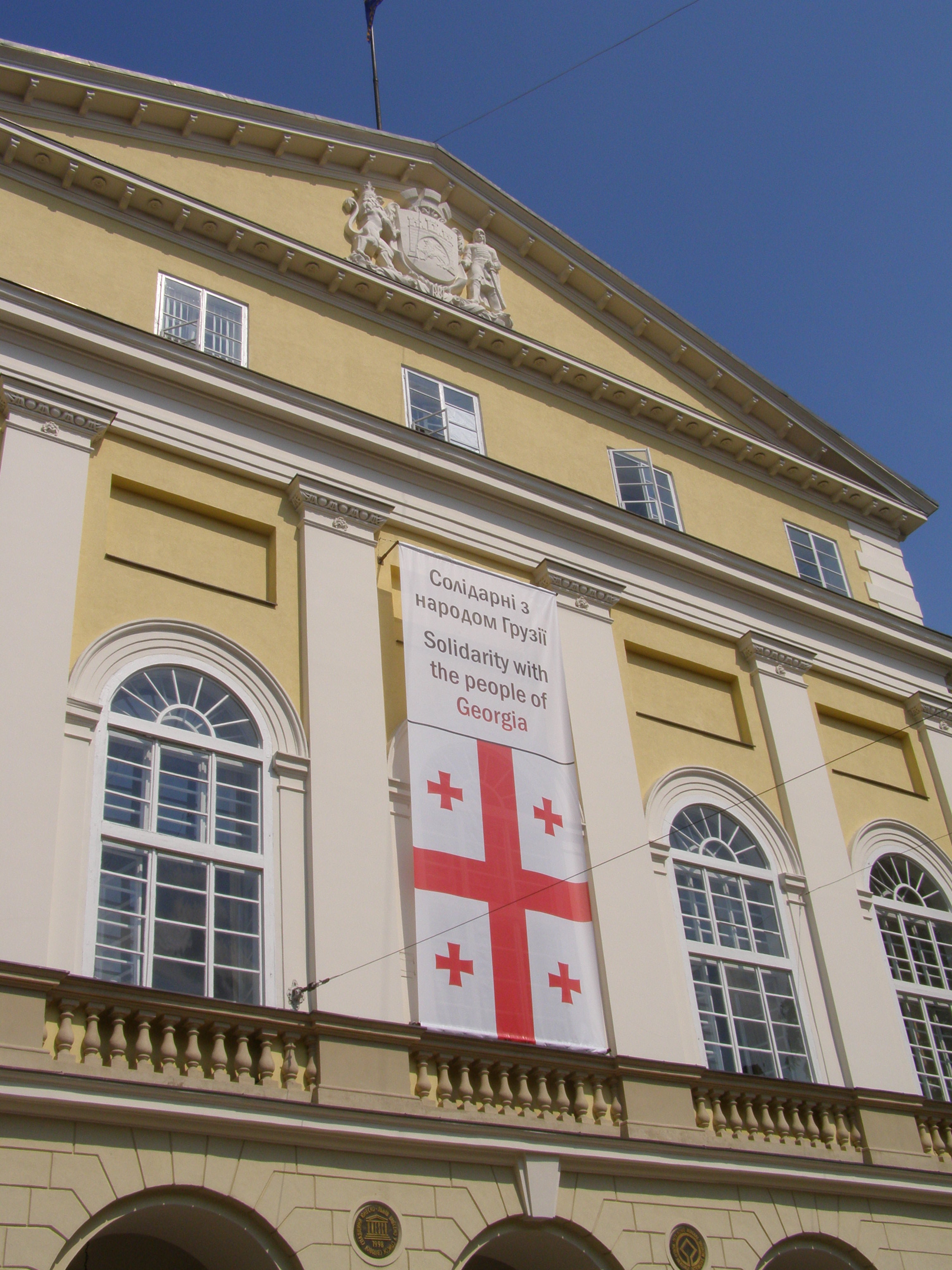
Vyjádření solidarity s Gruzií na lvovské radnici

Značný počet států vznesl po propuknutí války požadavky na okamžité ukončení bojů. Řada z nich podpořila Gruzii a kritizovala ruskou ofenzívu, mezi nimi Spojené státy americké a některé státy Evropské unie. Návštěvou Tbilisi vyjádřili Gruzii podporu prezidenti Polska, Ukrajiny, Litvy a Estonska Lech Kaczynski, Viktor Juščenko, Valdas Adamkus a Toomas Hendrik Ilves a premiér Lotyšska Ivars Godmanis.
Z rozpoutání války naopak obvinili Gruzii např. bývalý německý kancléř Gerhard Schröder, turecký premiér Recep Tayyip Erdogan, či slovenský premiér Robert Fico
Agentura Reuters uvedla, že ministři zahraničí zemí Evropské unie se na mimořádném zasedání v Bruselu shodli na ochotě vyslat mírové jednotky do Gruzie.
Dne 22. srpna 2008 uvedl americký velvyslanec v Rusku John Beyrle v rozhovoru pro deník Kommersant, že Spojené státy americké považují ruskou reakci na vpád gruzínské armády do Cchinvali za přiměřenou. „Vidíme, že odpověď ruských vojsk byla naprosto opodstatněná útokem na ruské mírové síly v Jižní Osetii,“ prohlásil. Rusko ale podle něj zašlo příliš daleko, když jeho jednotky vstoupily na území Gruzie.
Gruzie podala 12. srpna 2008 na Rusko žalobu u Mezinárodního soudního dvoru v Haagu, podle níž se Rusové v oblasti dopouštěli etnických čistek. Soud však nerozhodl v tom smyslu, jak ho o to žádala Gruzie, v říjnu nařídil oběma stranám, tedy Rusku i Gruzii, zdržet se jakýchkoli projevů etnické diskriminace.
V září 2009 byly oznámeny výsledky nezávislé vyšetřovací komise EU, podle které válku vyvolala Gruzie, ovšem Rusko podle ní nese svou část odpovědnosti, protože týdny a měsíce před válkou provádělo strategii stupňování napětí v obou povstaleckých provinciích a kolem nich. Komise také obvinila Rusko, že porušovalo mezinárodní právo, když vtrhlo během konfliktu na gruzínské území mimo hranice Jižní Osetie. Dále Rusku vytýká, že vydávalo ruské pasy obyvatelům Abcházie a Jižní Osetie, což vedlo k nárůstu napětí s Gruzií.

### Reakce České republiky
Ministerstvo zahraničních věcí České republiky vydalo 9. srpna v 19:00 ke konfliktu následující prohlášení:
„ČR je hluboce znepokojena eskalací ozbrojených střetů v gruzínské provincii Jižní Osetie a útoků Ruských ozbrojených sil na objekty a města mimo zónu konfliktu v Jižní Osetii v ostatních částech Gruzie. Stejně hluboce je ČR znepokojena vojenskými operacemi Abcházců proti jednotkám gruzínské vlády v Kodorské soutěsce. ČR s politováním konstatuje, že Ruská federace se stala díky svým vojenským krokům proti Gruzii stranou v konfliktu. Přenesením bojů na celé území Gruzie došlo k vytvoření situace, která ohrožuje mír a stabilitu v celém regionu Jižního Kavkazu. ČR proto vyzývá všechny strany v konfliktu, aby přerušily vojenské operace, uzavřely příměří a zahájily jednání. ČR plně podporuje územní celistvost a suverenitu Gruzie a podporuje vyslání mezinárodních jednotek za účelem nastolení a udržení míru a bezpečnosti v zónách konfliktu. MZV ČR vyzývá všechny české občany, kteří se nacházejí na území Gruzie, aby se přihlásili, pokud tak ještě neučinili, na českém zastupitelském úřadě v Tbilisi.“
Z Gruzie byla 11. 8. evakuována další část českých občanů. Asi dvacet lidí, převážně turistů nebo zaměstnanců firem pracujících v Gruzii, se přidalo k transportu, kterou organizovala polská ambasáda v Tbilisi. S evakuací českých občanů pomáhala společnost Člověk v tísni.
Nicméně podle zpráv z hlavního města Tbilisi z 11. srpna byla situace vcelku klidná.
Z České republiky 13. srpna odpoledne odletěl armádní speciál s pomocí pro Gruzii, který přistál v arménském Jerevanu a přivezl zdravotnický materiál, zejména obvazy, balíčky první pomoci a možná i krev. Ministr zahraničí Karel Schwarzenberg 11. srpna rozhodl o uvolnění finančních prostředků na humanitární pomoc do výše pěti milionů korun. Letoun odvezl české občany, kteří se rozhodli válkou zmítaný Kavkaz opustit. Dle českého velvyslance v Gruzii šlo asi o 25 lidí. Volná místa v letadle české velvyslanectví nabídlo i polským občanům, kteří se stále nacházeli v Gruzii. Podobně v předchozích dnech polskými speciály odcestovalo asi 50 českých občanů.
Dne 18. srpna 2008 prohlásil prezident České republiky Václav Klaus, že za rozpoutání války může Gruzie, resp. gruzínský prezident Saakašvili. Doslova prohlásil: „V zodpovědnosti za vyvolání války je role gruzínského prezidenta, vlády a parlamentu neoddiskutovatelná a evidentně fatální.“ Premiér Mirek Topolánek však slova prezidenta republiky zkritizoval a česká vláda se postavila za Gruzii.

### Dodávky zbraní z ČR do Gruzie
Dne 13. srpna informovala Česká televize, že Česká republika patří mezi hlavní dodavatele zbraní do Gruzie. Podle informací, které uveřejnil deník Právo na podkladě článku z ruského deníku Komsomolskaja pravda, dodala ČR do Gruzie těžkou i lehkou bojovou techniku a munici. Jednalo se o raketomety RM-70, samohybné houfnice ShKH vz.77 Dana, houfnice D-30 ráže 122 mm, tanky T-55 a T-72, bitevní letouny Suchoj Su-25. Počty dodané techniky se dle různých zdrojů lišily.

## Mírová mise Evropské unie

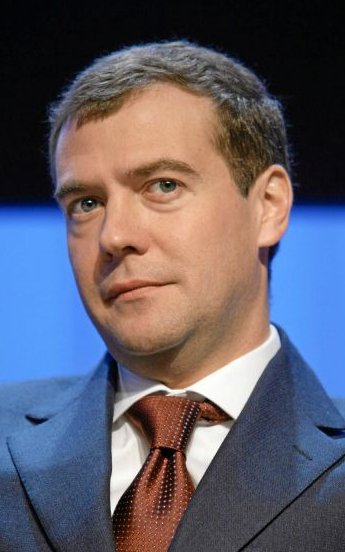
Ruský prezident Dmitrij Medveděv

Francie jako předsednická země EU usilovala o ukončení konfliktu. EU nabídla oběma stranám tříbodový plán zahrnující respektování územní celistvosti Gruzie, okamžité zastavení nepřátelství a obnovení situace před vypuknutím konfliktu.
V neděli 10. srpna do Tbilisi přiletěla mírová mise Evropské unie. V pondělí 11. srpna francouzský ministr zahraničí Bernard Kouchner oznámil, že gruzínský prezident Michail Saakašvili přistoupil na všechny návrhy k ukončení konfliktu s Ruskem v Jižní Osetii. „Prezident Saakašvili přijal všechny návrhy, které jsem přednesl,“ uvedl ministr Kouchner před tím, než odletěl do Moskvy na jednáním s ruským prezidentem Dmitrijem Medveděvem.
V úterý měl o situaci jednat i generální tajemník NATO Jaap de Hoop Scheffer s gruzínskou ministryní zahraničí Ekou Tkešelašvili.
V úterý 12. srpna do Moskvy přiletěl francouzský prezident Nicolas Sarkozy, aby vyjednávání o příměří dokončil.
Odpoledne na tiskové konferenci ruský prezident Dmitrij Medveděv potvrdil, že Rusko akceptuje mírový návrh Evropské unie a stáhne své vojenské jednotky z Gruzie do postavení před 6. srpnem.

## Ekonomické dopady
V reakci na konflikt se ceny ruských akcií na burze propadly na nejnižší hodnoty od roku 2006. Dolarový index RTS v pátek 8. srpna ztratil 6,5 % a klesal i během pondělního dopoledne. Hlavní analytik rozvíjejících se trhů Danske Bank řekl agentuře Reuters: „Myslím, že dokud se nepohneme k nějakému řešení, dokud budou ruské síly útočit a bombardovat na území Gruzie, tlak na ruské trhy bude pokračovat“. Největší gruzínská banka Bank of Georgia na burze v Londýně ztratila 8. srpna čtvrtinu své hodnoty a ratingové agentury zemi snížily hodnocení.
Ačkoli oficiálně se již ruská invazní armáda v poslední dekádě srpna 2008 částečně stáhla z obsazených částí Gruzie, negativní ekonomické dopady pro Rusko se prohloubily. Investoři totiž stáhli z Ruska peníze, oslabila i ruská měna a peněžní i akciové trhy utrpěly značný pokles po začátku konfliktu 8. srpna. Rychlost útěku financí byla podle Financial Times vůbec nejrychlejší od krize rublu v roce 1998.